# Far Cry 5
Far Cry 5 är ett förstapersonskjutarspel utvecklat av Ubisoft Toronto och Ubisoft Montreal samt är utgiven av Ubisoft. Spelet släpptes 27 mars 2018 till Windows, Playstation 4, Xbox One och Google Stadia. I februari 2019 släpptes Far Cry New Dawn som är en spinoff på Far Cry 5.

## Handling
Far Cry 5 utspelas i den fiktiva regionen Hope County, Montana, USA, som har tagits över av sekten Eden’s Gate och dess ledare Joseph Seed (Greg Bryk).

## Spelupplägg
Spelaren tar rollen som en polisman i en öppen värld som kan använda olika vapen och fordon. Spelaren kan dessutom få hjälp i strid av både civila och djur.
Spelet medföljer Far Cry Arcade som låter spelaren skapa egna nivåer som består av innehåll från spelen Far Cry 5, dess nedladdningsbara innehåll, Far Cry 4, Far Cry Primal, Watch Dogs, Assassin's Creed IV: Black Flag och Assassin's Creed: Unity.

## Nedladdningsbart innehåll
Spelets säsongspass släpptes med nedladdningsbart innehåll med titlarna Hours of Darkness, Lost on Mars och Dead Living Zombies. Säsongspasset inkluderar även Far Cry 3.

## Utveckling
Far Cry 5 utvecklades av Ubisoft Toronto och Ubisoft Montreal tillsammans med Ubisoft Kyiv, Ubisoft Shanghai och Ubisoft Reflections. Många av spelets miljöer är inspirerade av verkliga platser i Montana.
Far Cry 5 var från början tänkt att släppas 27 februari 2018, men Ubisoft flyttade lanseringen av spelet till 27 mars samma år.

## Mottagande
Far Cry 5 mottogs av positiva recensioner från spelkritikerna enligt webbplatsen Metacritic. Spelet blev dock kritiserat av journalister för dess religiösa tema.

## Utmärkelser
| År   | Pris                                                  | Kategori                                                                                         | Resultat  | Ref           |
| ---- | ----------------------------------------------------- | ------------------------------------------------------------------------------------------------ | --------- | ------------- |
| 2017 | Game Critics Awards                                   | Best Action Game ("Bästa actionspelet")                                                          | Nominerad | [ 14 ]        |
| 2017 | Golden Joystick Awards                                | Most Wanted Game ("Mest önskade spelet")                                                         | Nominerad | [ 15 ]        |
| 2018 | Golden Joystick Awards                                | Best Co-operative Game ("Bästa spel med flerspelarläge")                                         | Nominerad | [ 16 ] [ 17 ] |
| 2018 | The Game Awards 2018                                  | Best Action Game ("Bästa actionspelet")                                                          | Nominerad | [ 18 ] [ 19 ] |
| 2018 | Gamers' Choice Awards                                 | Fan Favorite Action Game ("Bästa actionspelet")                                                  | Nominerad | [ 20 ]        |
| 2018 | Gamers' Choice Awards                                 | Fan Favorite Shooter Game ("Fansens favoritskjutspel")                                           | Nominerad | [ 20 ]        |
| 2018 | Gamers' Choice Awards                                 | Fan Favorite Male Voice Actor ("Fansens manliga favoritskådespelare") (Greg Bryk)                | Nominerad | [ 20 ]        |
| 2018 | Titanium Awards                                       | Best Action Game ("Bästa actionspelet")                                                          | Vann      | [ 21 ]        |
| 2018 | Australian Games Awards                               | Shooter of the Year ("Årets skjutspel")                                                          | Nominerad | [ 22 ]        |
| 2019 | New York Game Awards                                  | Tin Pan Alley Award for Best Music in a Game ("Tin Pan Alley-priset för bästa musik i ett spel") | Nominerad | [ 23 ]        |
| 2019 | New York Game Awards                                  | Statue of Liberty Award for Best World ("Frihetsstatyn för bästa världsuppbyggnad")              | Nominerad | [ 23 ]        |
| 2019 | Guild of Music Supervisors Awards                     | Best Music Supervision in a Video Game ("Bästa musikansvariga för ett datorspel")                | Nominerad | [ 24 ]        |
| 2019 | 22nd Annual D.I.C.E. Awards                           | Action Game of the Year ("Åets actionspel")                                                      | Nominerad | [ 25 ]        |
| 2019 | National Academy of Video Game Trade Reviewers Awards | Art Direction, Contemporary                                                                      | Nominerad | [ 26 ]        |
| 2019 | National Academy of Video Game Trade Reviewers Awards | Game, Franchise Action                                                                           | Nominerad | [ 26 ]        |
| 2019 | National Academy of Video Game Trade Reviewers Awards | Song, Original or Adapted ("Help Me Faith")                                                      | Nominerad | [ 26 ]        |
| 2019 | 2019 G.A.N.G. Awards                                  | Audio of the Year                                                                                | Nominerad | [ 27 ]        |
| 2019 | 2019 G.A.N.G. Awards                                  | Music of the Year ("Årets musik")                                                                | Nominerad | [ 27 ]        |
| 2019 | 2019 G.A.N.G. Awards                                  | Best Original Soundtrack Album                                                                   | Nominerad | [ 27 ]        |
| 2019 | 2019 G.A.N.G. Awards                                  | Best Cinematic Cutscene Audio                                                                    | Nominerad | [ 27 ]        |
| 2019 | 2019 G.A.N.G. Awards                                  | Best Dialogue ("bästa dialog")                                                                   | Nominerad | [ 27 ]        |
| 2019 | 2019 G.A.N.G. Awards                                  | Best Original Song ("Bästa originalsång")("We Will Rise Again")                                  | Nominerad | [ 27 ]        |
| 2019 | 2019 G.A.N.G. Awards                                  | Best Original Choral Composition ("Oh the Bliss")                                                | Nominerad | [ 27 ]        |
| 2019 | 15th British Academy Games Awards                     | Music ("Musik")                                                                                  | Nominerad | [ 28 ]        |
| 2019 | Italian Video Game Awards                             | People's Choice ("Folkets val")                                                                  | Nominerad | [ 29 ]        |
| 2019 | Italian Video Game Awards                             | Game of the Year ("Årets spel")                                                                  | Nominerad | [ 29 ]        |